# Перетычиха
Переты́чиха — село в Тернейском районе Приморского края. Административный центр Единкинского сельского поселения.
Село Перетычиха приравнено к районам Крайнего Севера.

## География
Перетычиха расположена в северной части Сихотэ-Алиня, недалеко от границы с Хабаровским краем.
Село стоит на левом берегу реки Единка на таёжной поляне. Высота над уровнем моря села — 26 м.

## Население
| 1926 | 2002 | 2010 |
| ---- | ---- | ---- |
| 135  | ↗297 | ↘235 |

В начале XX века Перетычиха была староверческим селом с населением около 130 человек. В 1980-х гг. население было около 150—160 человек, но потом стало уменьшаться.

## Улицы
| - ул. Кедровая, - ул. Ключевая, - ул. Лесная, - ул. Новая, - ул. Школьная. |

## Транспортное сообщение
Перетычиха — ближайший населённый пункт до Агзу — самого изолированного удэгейского села Приморского края, до которого около 80 километров. В советское время планировалось проложить между Агзу и Перетычихой автомобильную трассу, но после распада СССР эти планы были отложены на неопределённый период.
Имеется автомобильное сообщение (по дороге низкого качества) с посёлком городского типа Светлая (около 90 километров).

## Инфраструктура
В Перетычихе расположено правление Самаргинского лесхоза. Действуют муниципальное дошкольное образовательное учреждение детский сад и средняя школа.